# 乌伊勒泰松
乌伊勒泰松（法語：Ouilly-le-Tesson，法語發音：[uji lə tɛsɔ̃] ⓘ）是法国卡尔瓦多斯省的一个市镇，属于卡昂区。

## 地理
乌伊勒泰松（48°59'16"N, 0°13'17"W）面积12 平方千米，位于法国诺曼底大区卡爾瓦多斯省，该省份为法国西北部沿海省份，北濒大西洋英吉利海峡，东北与滨海塞纳省以海上边界相接，东临厄尔省，南至奧恩省，西与芒什省接壤。
与乌伊勒泰松接壤的市镇（或旧市镇、城区）包括：埃特雷拉康帕涅、奥朗东、鲁夫尔、萨西、苏蒙圣康坦。

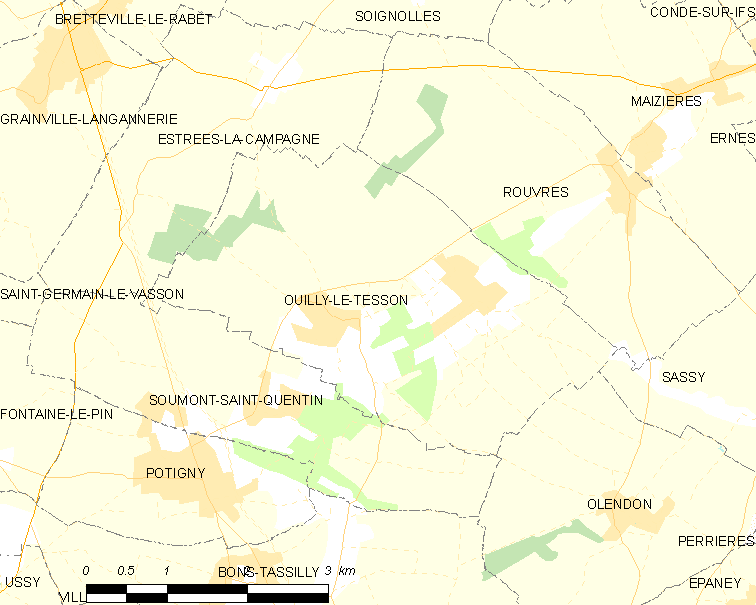
乌伊勒泰松的OSM定位图

乌伊勒泰松的时区为UTC+01:00、UTC+02:00（夏令时）。

## 行政
乌伊勒泰松的邮政编码为14190，INSEE市镇编码为14486。

## 政治
乌伊勒泰松所属的省级选区为法莱斯县。

## 人口

1962-2008年间乌伊勒泰松人口变化图示

乌伊勒泰松于2022年1月1日时的人口数量为561人。